# Sierakówka (Szaniawy-Poniaty)
Sierakówka – część wsi Szaniawy-Poniaty w Polsce, położona w województwie lubelskim, w powiecie łukowskim, w gminie Trzebieszów. 
W latach 1975–1998 Sierakówka administracyjnie należała do województwa siedleckiego.